# David Paul von Hansemann
David Paul von Hansemann (Eupen, 5 settembre 1858 – Berlino, 28 agosto 1920) è stato un patologo e oncologo tedesco.
Lavorò nel campo dell'oncologia, in particolare, per il suo concetto relativo all'anaplasia delle cellule tumorali.

## Biografia
Studiò medicina presso le università di Berlino, Kiel e Lipsia. Dopo la laurea trascorse nove anni come assistente di Rudolf Virchow (1821-1902) a Berlino. Nel 1890 conseguì l'abilitazione in anatomia patologica e nel 1897 ottenne il titolo di professore. Nel 1907 iniziò a lavorare come prosettore presso l'ospedale di Friedrichshain. Durante la prima guerra mondiale servì come patologo dell'esercito.
Il suo nome è associato al "Macrofago Hansemann" (noto anche come "cellule di Hansemann"), che sono grandi cellule mononucleate contenenti corpi di Michaelis-Gutmann che colpiscono il tratto urinario o il rene.

## Opere
- Über asymmetrische Zelltheilung in Epithelkrebsen und deren biologische Bedeutung. Virchow's Archiv für pathologische Anatomie und Physiologie und für klinische Medicin, 1890, 779: 299-326.
- Die mikroskopische Diagnose der bösartigen Geschwülste. Berlin, 1897; 2ª edizione, 1902.[2]

Libri David Paul von Hansemann:
- "David Paul von Hansemann: Contributions to Oncology (Context, Comments and Translations)", di Leon P. Bignold, Brian L.D. Coghlan, Hubertus P.A. Jersmann (2007); ISBN 978-3-7643-7768-7[3]